# 蒂尔特-温厄
蒂尔特-温厄（荷蘭語：Tielt-Winge，荷蘭語發音：[ˌtiltˈʋɪŋə]）是比利时弗拉芒大区弗拉芒布拉班特省魯汶區的一个市镇，通行荷蘭語，是弗拉芒社群的一部分，面积44.16平方千米，人口10,707人（2018年1月1日）。